# سرهی سیموننکو
سرهی سیموننکو (اوکراینی: Сергій Юрійович Симоненко؛ زادهٔ ۱۲ ژوئن ۱۹۸۱) بازیکن فوتبال اهل اوکراین است.
از باشگاه‌هایی که در آن بازی کرده‌است می‌توان به باشگاه فوتبال آرسنال کی‌یف، باشگاه فوتبال تورپدو مسکو، باشگاه فوتبال بنیادکار، باشگاه فوتبال چورنومورتس اودسا، و باشگاه فوتبال اسپارتاک ولادی‌قفقاز اشاره کرد.
وی همچنین در تیم ملی فوتبال اوکراین بازی کرده‌است.